# Kći
Kći je naziv za ženskog potomka roditelja. 
U nekim kulturama se kćeri tretiraju inferiorno u odnosu na sinove. Jedan od izuzetaka je moderni Japan gdje zbog drastičnog pada nataliteta i velike prosječne starosti stanovnika roditelji smatraju kako će se ženska djeca bolje brinuti za njih kada postanu stari i nemoćni.  Pod izrazom "kći" se ponekad metaforički nazivaju institucije koje su se razvile od matične organizacije ("majke"). 